# Фестон
Фестон у архитектури је венац, гирланди од лишћа, цвећа и воћа, којима су се украшавале фасаде приликом свечаности. На исти начин украси на фасадама израђени од камена (на фризу, атикама, итд.), у римској архитектури.